# Rörstrand

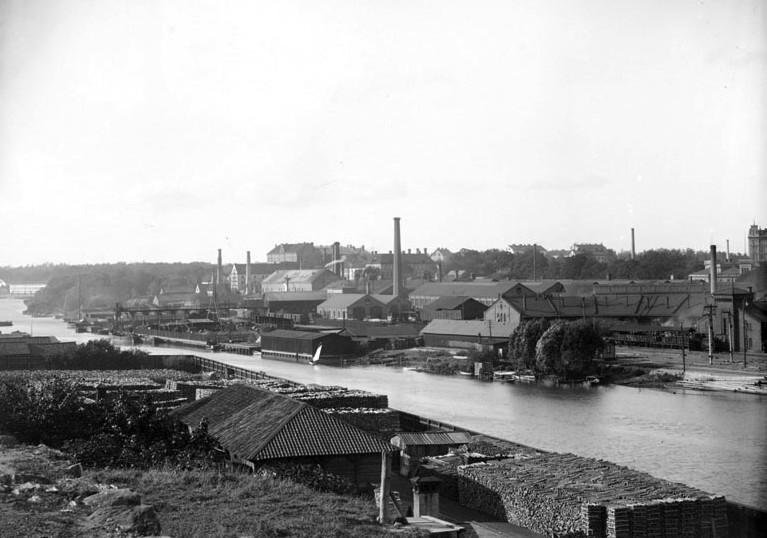
Rörstrandfabriken 1896

Rörstrand ist ein schwedischer Porzellanhersteller, welcher seit 1726 ununterbrochen Porzellan und Keramik herstellt. Rörstrand beschäftigte einige der wichtigsten Formgestalter skandinavischen Porzellans.

## Geschichte der Manufaktur

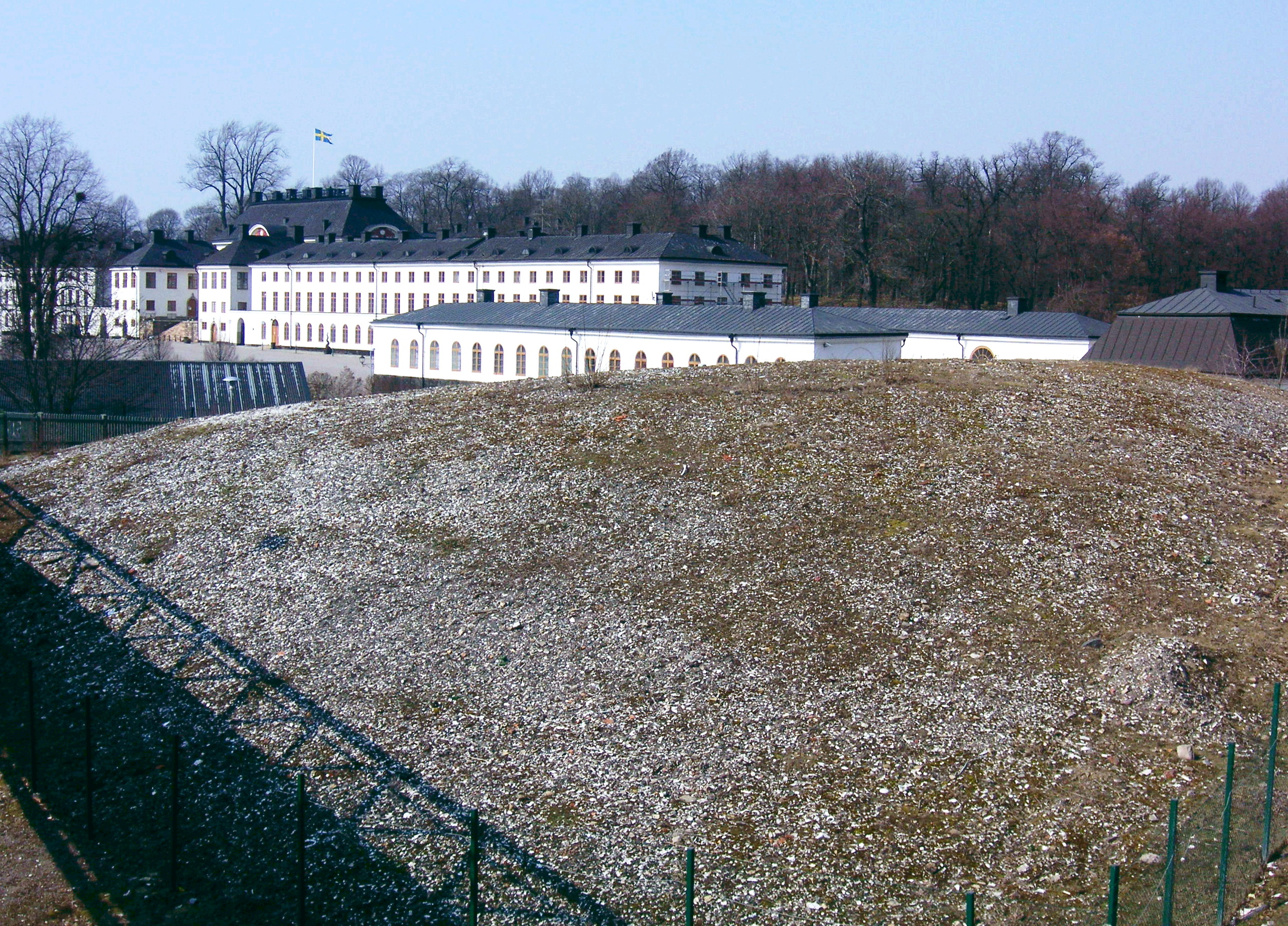
Die Porzellanhalde 2008, mit dem Schloss Karlberg im Hintergrund.
Die Koordinaten zeigen diesen Punkt

Die Manufaktur Rörstrand wurde 1726 in der damals gleichnamigen Ortschaft gegründet, dem heutigen Stockholmer Stadtteil Birkastan. Eine Tochtergesellschaft mit Namen Arabia wurde im Jahr 1873 in Finnland gegründet, um den Handel mit Russland zu ermöglichen. 1881 begann Rörstrand mit der Herstellung von Feldspatporzellan, dem Porzellantyp, der dem ursprünglichen aus China am ähnlichsten ist. 1914 erwarb Rörstrand Göteborgs Porslinsfabrik. 1926 siedelte Rörstrand nach Göteborg über und die Fabrik in Stockholm wurde abgerissen (die ehemalige Porzellanhalde ist als Nationaldenkmal erhalten, die Koordinaten zeigen auf diesen Punkt). 1936 zog Rörstrand nach Lidköping, das ab 1939 Hauptsitz der Firma war. 1963 wurde Rörstrand Teil des Upsala-Ekeby-Konzerns. 1984 kaufte der finnische Konzern Wärtsilä Rörstrand und drei Jahre später auch Gustavsbergs Porzellanfabrik. 1990 übernahm der finnische Hackman-Konzern und ab 2000 hieß die Firma Designor Oy Ab. 2003 wurde Rörstrand Teil der Iittala mit Sitz in Höganäs (Schweden), die seit 2007 ihrerseits zu Fiskars gehört.  Da in Schweden nur mit Verlusten produziert wurde, verlegte Iittala die Produktion zum Jahresbeginn 2005 nach Sri Lanka und Ungarn. Die Fabrik in Lidköping  wurde in das Rörstrand Center umgewandelt. Neben Geschäften und gastronomischen Einrichtungen beherbergt es auch ein Museum, in dem die Geschichte Rörstrands dargestellt wird. 
Am Ursprungsplatz der Fabrik in Stockholm existiert heute noch eine Porzellanhalde aus aussortiertem und zerbrochenem Porzellan. Die Halde steht unter Denkmalschutz.

## Wichtige Produkte

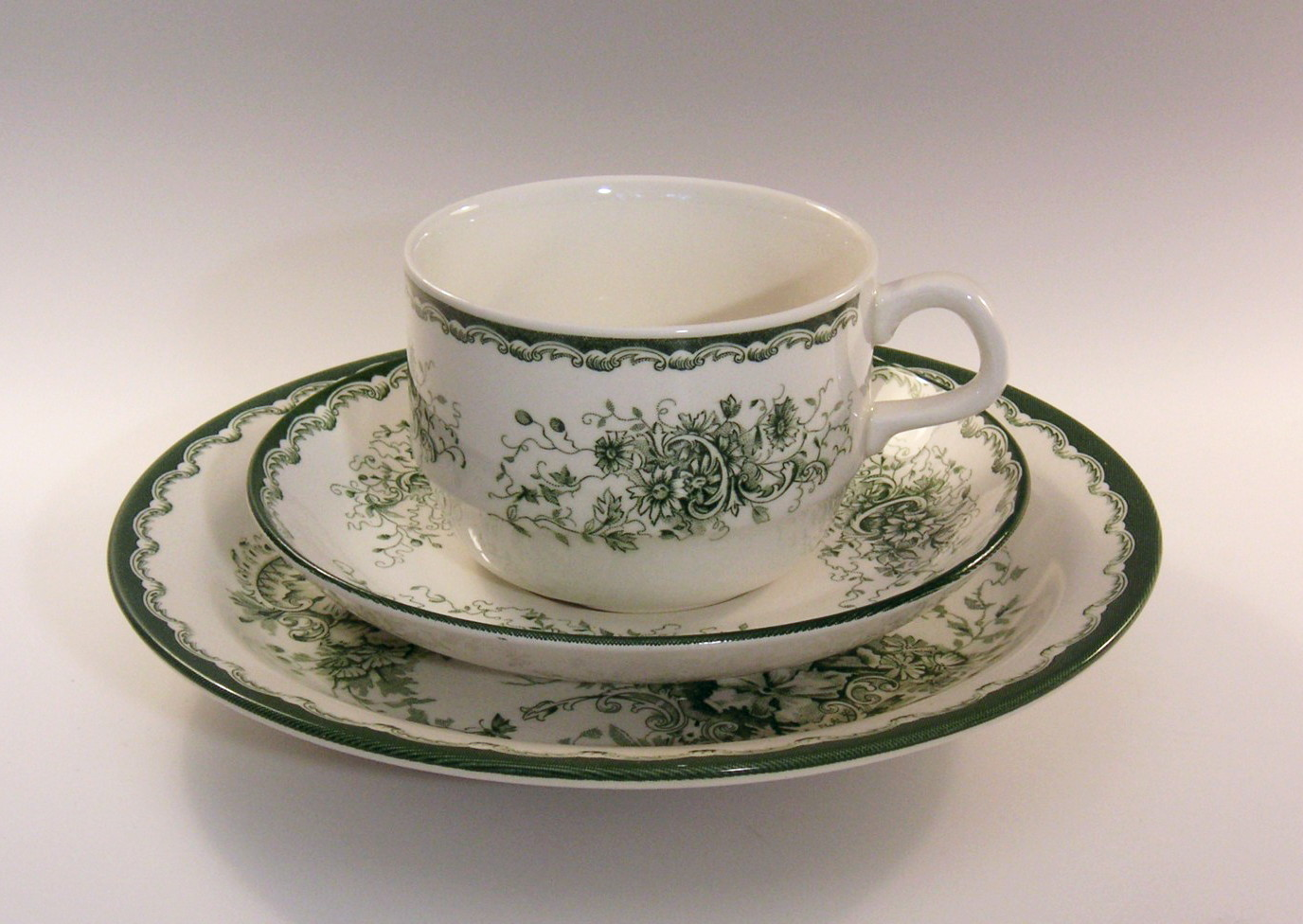
Gröna Anna

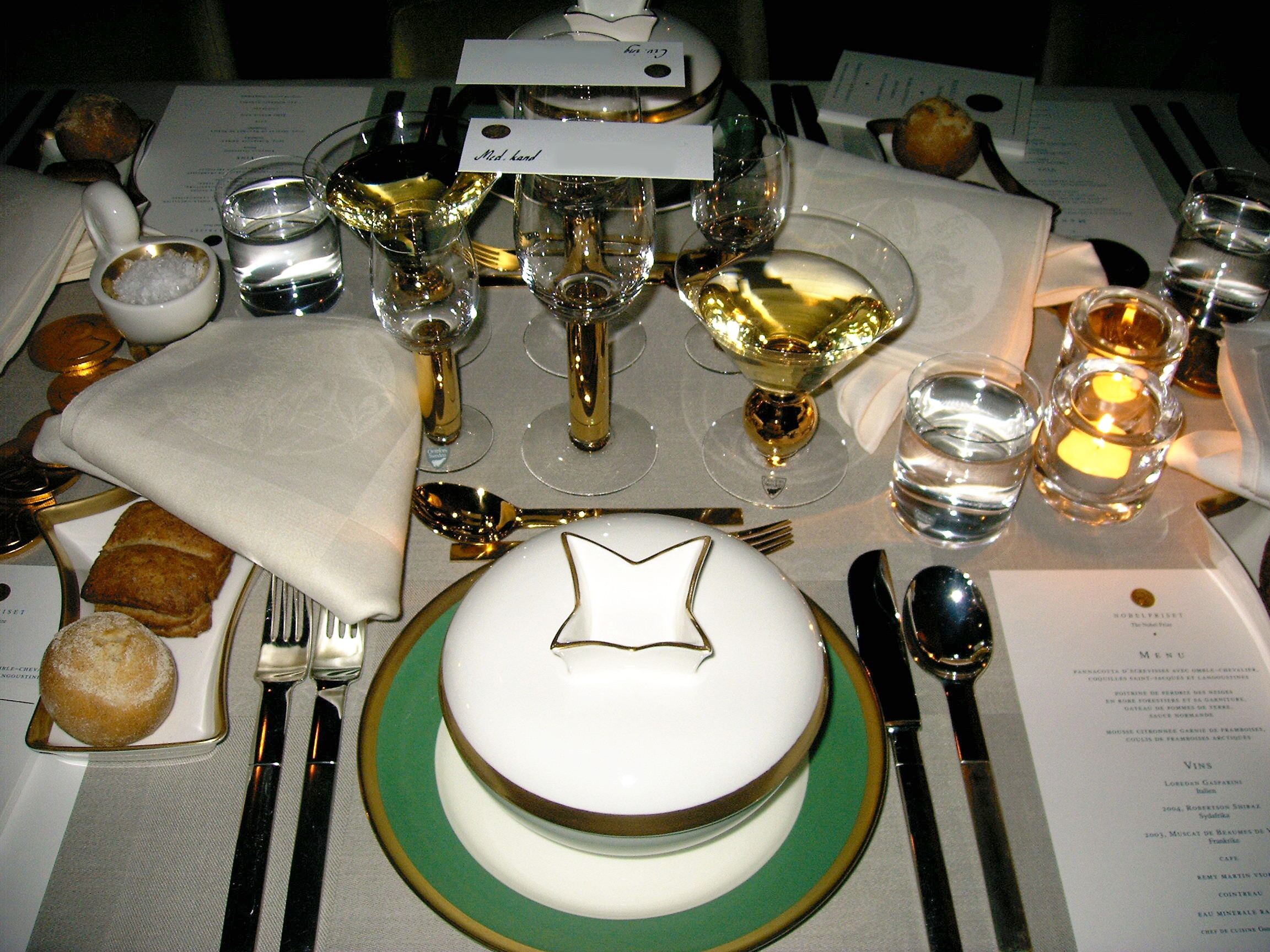
Nobelservisen

- seit Mitte 18. Jahrhundert führender Hersteller moderner Kachelöfen
- 1790 erstes Service aus Flintporzellan
- 1881 erstes Service aus Feldspatporzellan
- 1898–1943, längste Herstellungsserie mit dem Service „Gröna Anna“ (Grüne Anna)
- 1930 wird das „Nationalservice“, entworfen von Louise Adelborg, auf der Stockholmer Ausstellung 1930 vorgestellt
- 1991 wird das „Nobelservice“ vorgestellt, entworfen von Karin Björquist

## Einige Keramik-Designer bei Rörstrand
- Louise Adelborg
- Hertha Bengtson (1940–1964)
- Johann Georg Buchwald
- Ferdinand Boberg (1860–1946)
- Edward Hald
- Ulrica Hydman-Vallien
- Birger Kaipiainen
- Gunnar Nylund
- Signe Persson-Melin
- Carl-Harry Stålhane (1939–1973)
- Bertil Vallien
- Marianne Westman (1950–1971)